# Naučná stezka Libice
Naučná stezka Libice je krátká naučná stezka na území vesnice Libice nad Cidlinou v okrese Nymburk v Nymburské kotlině a ve Středočeském kraji.

## Historie a popis
Naučná stezka Libice začíná u soutoku řek Cidliny a Labe a nejprve pokračuje podél řeky Cidliny převážně východním směrem k památnému Černému topolu u Libice. Pak se v nedaleké zatáčce stáčí k Památníku pod hradištěm a vede do nedaleké vesnice Libice nad Cidlinou. Zde je možné odbočit ke zbytkům významného slavníkovské hradiště Libice (národní kulturní památka) s pozůstatky staveb. Toto hradiště je známé tzv. vyvražděním Slavníkovců v roce 995 a je zde i bronzové sousoší svatého Vojtěcha a Radima. Stezka pak vede přes Libici nad Cidlinou kolem památníku Mistra Jana Husa, pamětní síně Slavníkovské Libice až k turistickému rozcesníku u silničního mostu přes řeku Cidlinu. Stezka je nenáročná, má délku 2,5 km, minimální převýšení a existuje od roku 2008. Je zaměřena na přírodu, krajinu a historii Libice nad Cidlinou a vede téměř výhradně po asfaltových cestách.

### Informační panely na stezce
Naučná stezka Libice má 9 zastavení s informačními panely:
- Cidlina
- Les Huslík
- Kulturní krajina
- Hradiště
- Libice v dějinách
- Novodobá historie
- Plán obce
- Život hradiště
- Stavby a příroda Cidliny

## Další informace
Stezka je celoročně volně přístupná a prolíná se nebo navazuje na další turistické a cyklistické trasy, např. naučná stezka Skupice – Huslík, Labská cyklotrasa (2), EuroVelo 4 aj.